# Tour du Bost
La  Tour du Bost est située sur la commune de Charmoy en Saône-et-Loire, sur la pointe orientale d'un promontoire dominant un petit bassin de vallées encaissées.
La tour fait l’objet d’un classement au titre des monuments historiques depuis novembre 1997.

## Description
La Tour du Bost est un remarquable donjon quadrangulaire médiéval du Duché de Bourgogne, avant-poste de guet et de défense des anciens châteaux d'Uchon et de Montcenis, mais aussi habitation de prestige et siège d'une seigneurie. C'est un bâtiment d'un type assez rare à cause notamment de son étage de base voûté en pierres et de son escalier de 103 marches entièrement ménagées dans l'épaisseur des murs. Elle est située sur le parcours d'une ancienne voie romaine, devenue chemin médiéval qui se divisait au pied de la tour.  Elle était entourée d'étangs sur trois côtés et sa hauteur atteignait 43 m. 
La tour, vraisemblablement construite au XIIe siècle et haute à l'origine de trois étages, fut modifiée et rehaussée de trois autres étages au XIVe siècle, abandonnée à des fermiers à la fin du XVIIe siècle et finalement amputée vers 1750 de la tourelle qui la flanquait de bas en haut et d'une partie des bâtiments annexes qui l'entouraient (dont une maison seigneuriale avec chapelle). On accédait autrefois à la tour au premier étage par la tourelle de la façade orientale.La toiture a disparu lors d'un incendie accidentel en 1920.
Parmi quelques bâtiments agricoles de construction récente, se dresse aujourd'hui une tour rectangulaire de 14,75 sur 12,75 mètres et haute d'une trentaine de mètres dans son état actuel. La base très épaisse des murs forme un talus de défense médiéval. Ses deux sous-sols renferment l'un une cave et une citerne alimentée par une source intérieure et reliée autrefois aux étages supérieurs par un treuil, l'autre une cuisine et un cellier voûtés en berceau. Ils supportent cinq étages formés chacun d'une seule pièce couverte d'un plafond à poutres apparentes, pourvus de vastes cheminées (de style gothique ou Renaissance) et de fenêtres (flanquées de coussièges de pierre) inégalement réparties, plus nombreuses et munies de meneaux aux étages supérieurs. L'ensemble est couronné d'une plate-forme que cerne un chemin de ronde aménagé, comme les escaliers qui relient entre eux les différents niveaux du sous-sol jusqu'au sommet, dans l'épaisseur de la muraille. Une fenêtre permettait l'échange de signaux optiques avec le château ducal de Montcenis.
La tour est en cours de restauration depuis 1992. Le site de la tour, entièrement situé à l'intérieur d'une propriété privée, n'est ouvert au public qu'à des dates et horaires bien précis (ouvertures estivales par exemple) ou sur rendez-vous pour les groupes et les scolaires.

## Historique
Famille Du Bois (ou du Bos)
- XIIIe siècle : les Du Bois tiennent le fief qui dépend de la châtellenie d'Uchon
- 1360 : pendant la guerre de Cent Ans, Guillaume Du Bois combat les Grandes Compagnies aux côtés de Robert de Martinpuits (dit Robert le diable), capitaine du château ducal de Montcenis et terrible bailli d'Autun et de Montcenis
- de 1419 à 1442 : Hugues Du Bois, fils aîné du précédent, est bailli du Charolais ; avec son frère puîné Jacques Du Bois ils participent aux expéditions des ducs de Bourgogne et aux combats contre les Armagnacs et les Écorcheurs ; leur frère cadet Guillaume Du Bois est abbé de l'abbaye Saint-Martin d'Autun
- de 1477 à 1566 : cette famille perd toute influence après la mort du dernier duc de Bourgogne Charles le Téméraire ; lorsqu'Anathoire Du Bois meurt, sans enfant, le domaine est divisé et passe entre les mains de diverses familles illustres

Maison de Moroges
- fin du XVIe siècle : le domaine est réunifié en 1576 par Charles de Moroges qui fait ériger un terrier et devient baron d'Uchon;

son fils François de Moroges puis son petit-fils Jean-Baptiste de Moroges lui succèdent comme seigneurs de la Tour du Bost;
- vers 1590, pendant les guerres de Religion, la tour est pillée et saccagée par les troupes du roi de France Henri IV et les archives de la famille sont perdues;

Famille de Chastellux
- 1635 : pendant une courte période, la famille de Chastellux possède la tour

Famille Durand de Chalas
- 1719 : après être passé entre plusieurs mains, le fief échoit à Jean-Maurice Durand de Chalas

Famille Massin de Maison Rouge
- 1744 : Pierre Massin de Maison Rouge devient maître du domaine

Famille Delglat
- 1752 : à la suite d'une nouvelle vente Jean-Paul Delglat, trésorier de France, prend possession du fief devenu marquisat et ses descendants le conservent au XIXe siècle
- 1815 : la tour est occupée par les Autrichiens

Famille de Charrin
- milieu du XIXe siècle : le comte de Charrin, propriétaire de la tour, fait construire à proximité, de 1865 à 1868, un château de brique et pierre, couvert d'ardoise (château de Bruel)

Au début du XXe siècle, propriété de F. Burdy, ingénieur au Creusot, la Tour est classée monument historique le 16 septembre 1908, mais à la suite de l'incendie de 1920, elle est déclassée par le décret du 2 août 1949. En cours de restauration, elle sera inscrite le 11 septembre 1995 puis à nouveau classée monument historique le 14 novembre 1997.

### Armoiries
- Moroges : D'or, à trois bandes d'azur et à la bordure de gueules
- Chastellux : D'azur à la bande d'or, accompagnée de sept billettes du même, 3 de chaque côté de la bande et 1 au canton sénestre
- la Tour du Bost : " écartelé au 1&4 de gueules au 2&3 d'hermines "
- Charrin : d'argent à une fasce de 2 annelets croisés d'argent, au chef d'azur chargé de 3 besants d'argent.